# André Steiger
Pour les articles homonymes, voir Steiger.
André Steiger, né le  7 septembre 1928 à  Plainpalais (Genève) et mort le 28 août 2012 à Lausanne, est un metteur en scène, directeur de théâtre, professeur d'art dramatique et traducteur, suisse.

## Biographie
Son père est matelassier. Autodidacte, il abandonne l’école à quinze ans, travaille en usine et fait du théâtre amateur. Il se forme dans un premier temps au Conservatoire de Genève (classe de Greta Prozor). Il participe, en 1948, à la fondation du Théâtre de Poche, à Genève . Mais il passe une année dans un sanatorium. Puis il poursuit sa formation  au Centre d'Apprentissage d'Art Dramatique de la Rue Blanche de Paris et à la section spéciale théâtre de la Sorbonne.
Il fonde, à Paris, la Compagnie André Steiger. En 1954 il découvre Bertolt Brecht et le Berliner Ensemble.
Avec Maurice Regnaut, il traduit des textes de Bertolt Brecht :  La femme juive, La mère, Grand'peur et misère du IIIe Reich, La noce chez les petits-bourgeois.
Il s'engage dans de nombreuses créations et il monte des pièces tant à Paris (Théâtre de Lutèce, Théâtre National Populaire) qu'en province. Il codirige le Théâtre populaire de Lorraine avec Jacques Kraemer. En 1968 Hubert Gignoux lui demande de la  rejoindre la direction du Théâtre National de Strasbourg et de son école où il dispense des cours remarqués.
Après un passage à Bruxelles, pour assister Marc Liebens à la direction du Théâtre du Parvis, il est de retour en Suisse  en  1975, où il crée, avec d'autres, dont Yvette Théraulaz, le T-Act, une troupe autogérée.
Il est nommé, en 1984, doyen de la section d’Art dramatique du consevatoire de Lausanne. Il la dirige jusqu'en 1994. la section professionnelle d'art dramatique du conservatoire de Lausanne.

## Mises en scène
- 1958 : Tambours dans la nuit de Bertolt Brecht
- 1960 : La Bonne Âme du Se-Tchouan de Bertolt Brecht
- 1961 : Les Choéphores d'après Eschyle
- 1961 : L'Alchimiste (

The Alchemist) de Ben Jonson
- 1961 : Procès d'Oreste d'après Eschyle
- 1963 : On ne badine pas avec l'amour d’Alfred de Musset
- 1964 : Cinna de Pierre Corneille
- 1964 : Homme pour homme d'après Bertolt Brecht
- 1964 : Les Rustres de Carlo Goldoni
- 1964 : Les Femmes savantes de Molière
- 1966 : L'Ombre d'un franc-tireur de Seán O'Casey
- 1967 : L'Assemblée des femmes d’Aristophane
- 1967 : Le Chandelier d’Alfred de Musset
- 1967 : Le Misanthrope de Molière
- 1968 : M. Le Modéré d’Arthur Adamov
- 1968 : Ping-pong d’Arthur Adamov
- 1968 : Une très bonne soirée de Hubert Gignoux
- 1969 : L'Amie de leurs femmes de Luigi Pirandello
- 1969 : Les Anabaptistes de Friedrich Dürrenmatt
- 1970 : La Comédie des erreurs de William Shakespeare
- 1970 : La Prise de l'Orestie d'après Eschyle
- 1970 : Les Derniers d'après Maxime Gorki
- 1971 : Le Balcon de Jean Genet
- 1971 : Tartuffe de Molière : Hôtel de Ville de Genève
- 1972 : Les Trente Millions de Gladiator d’Eugène Labiche
- 1972 : Mesure pour mesure d'après William Shakespeare
- 1974 : Deux merles blancs d’Eugène Labiche
- 1975 : L'Imprésario de Smyrne de Carlo Goldoni
- 1975 : Play Strindberg de Friedrich Dürrenmatt
- 1976 : L'Exception et la Règle d'après Bertolt Brecht
- 1977 : Loin d'Hagondangede Jean-Paul Wenzel
- 1979 : Travesties de Tom Stoppard
- 1980 : La Demande d'emploi de Michel Vinaver
- 1981 : Les Femmes savantes de Molière, Théâtre National de Strasbourg, 25 novembre 1981
- 1981 : En chemin de Max Frisch
- 1987 : Les Méfaits du théâtre de Jean Charles, Théâtre de la Commune d'Aubervilliers, 23 septembre 1988
- 1988 : Le Véritable Saint-Genest, comédien et martyr de Jean de Rotrou, Comédie française, 27 février 1988
- 1989 : Amour pour amour, comédie de William Congreve, Comédie-Française, 20 mai 1989
- 1991 : La Tanière de Botho Strauss, Petit théâtre, Théâtre national de la Colline
- 1994 :  Don Quichotte et Don Juan  de René Escudié avec César Gattegno, Théâtre du Rocher, La Garde
- 1997 : La Ronde d’Arthur Schnitzler, théâtre du Grütli, Genève
- 2007 : Nerses de Michel Beretti, théâtre Tumulte, à Neuchâtel
- 2009 : Mon drame et mon « dream » de Hélder Costa, Théâtre de St-Gervais, Genève.

## Autres écrits et vidéos
- L'Aveu de théâtre, 2008, Coll.Théâtre en CamPoche, Bernard Campiche, 224 p.
- André Steiger et quelques autres, interviews et répétitions avec André Steiger, travail réalisé pour l'Association Plan Fixe, Genève, juin 2012, [lire en ligne], vidéo de 40 min réalisation Maurizio Giuliani
- Alia AS, André Steiger Réalisation Maurizio Giuliani
- Le théâtre mode d'emploi, réalisation Maurizio Giuliani.

- Vidéo 1 : Le public aux prises avec l'écriture : du livre à la scène
- Vidéo 2 : Où l'on parle d'Histoire et d'histoires : de Marlowe à Shakespeare
- Vidéo 3 : Ce fameux "théâtre classique", un théâtre qui a "de la classe"
- Vidéo 4 : C'est à pleurer de rire: de la farce au Vaudeville et de la caricature à la critique sociale
- Vidéo 5 : Les mutations du théâtre et les permutations : Les moments et les lieux des ruptures esthétiques
- Vidéo 6 : Positions féminines et dépositions féministes : actes et arguments d'une contradiction biologique
- Vidéo 7 : Comment s'avoue le théâtre ? "...Ils font semblant de faire semblant..."
- Vidéo 8 : Les questions du public en guise de conclusion